# Bel canto

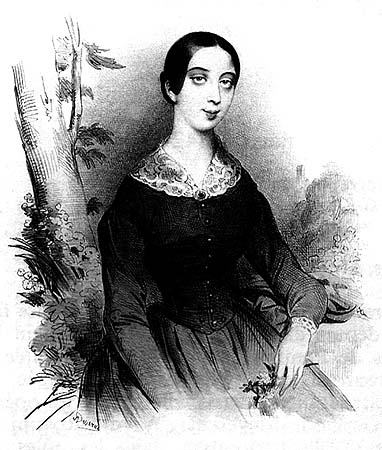
Pauline Viardot-García, famosa maestra del bel canto.

El término bel canto (en italiano, bel canto), relacionado con varias construcciones similares (bellezze del canto, bell'arte del canto), tiene varios significados relacionados con el canto italiano (véase canto lírico y ópera italiana).
La expresión no se asoció a una "escuela" de canto hasta mediados del siglo XIX, cuando los escritores de principios de la década de 1860 la utilizaron con nostalgia para describir una forma de cantar que había empezado a decaer en torno a 1830. Sin embargo, "ni los diccionarios musicales ni los generales consideraron oportuno intentar [una] definición [del bel canto] hasta después de 1900". El término sigue siendo vago y ambiguo en el siglo XXI y a menudo se utiliza para evocar una tradición de canto perdida.

## Historia del término y sus diversas definiciones

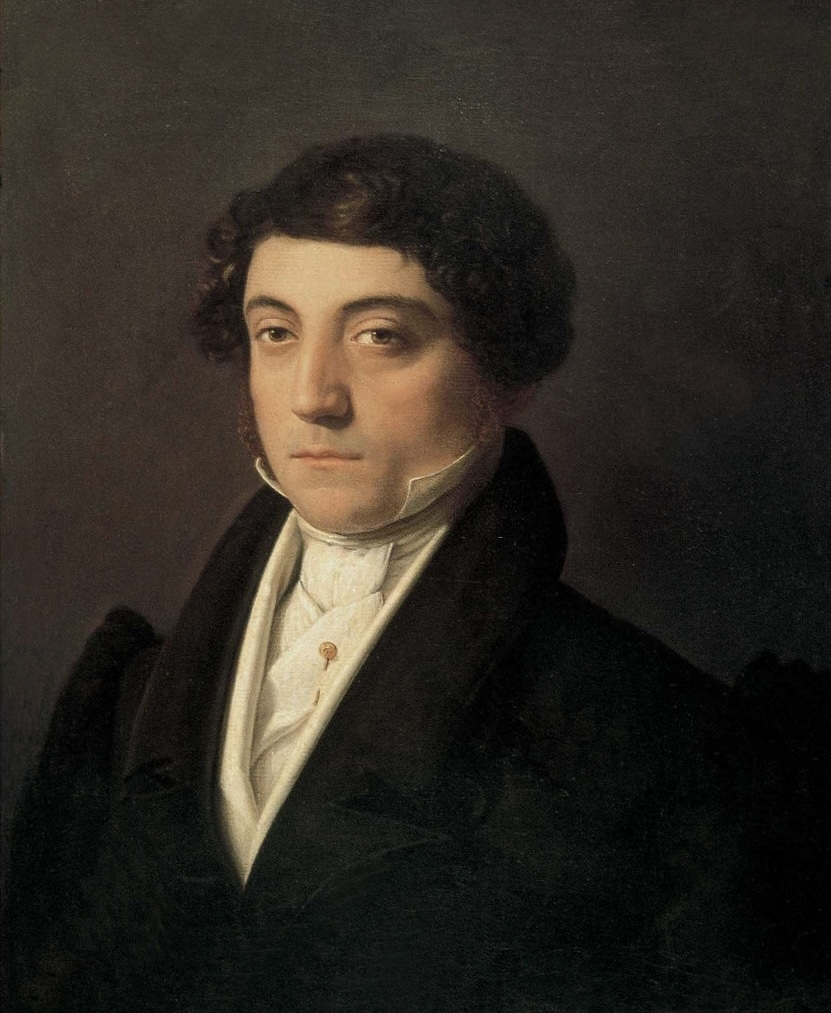
Compositor de la era del bel canto – Gioachino Rossini

Tal y como se entiende hoy en día, el término bel canto se refiere al estilo vocal de origen italiano que prevaleció en la mayor parte de Europa durante el siglo XVIII y principios del XIX. Las fuentes de finales del siglo XIX y del siglo XX nos harían creer que el bel canto se limitaba a la belleza y la uniformidad del tono, al fraseo legato y a la habilidad para ejecutar pasajes muy floridos, pero los documentos contemporáneos [los de finales del siglo XVIII y principios del XIX] describen una forma de interpretación polifacética que va mucho más allá de estos límites. Las principales características del estilo ''bel canto'' eran:
- el canto prosódico (uso de acentos y énfasis),
- adecuación del registro y la calidad tonal de la voz al contenido emocional de las palabras,
- una forma de fraseo muy articulada, basada en la inserción de pausas gramaticales y retóricas,
- una emisión variada con varios tipos de legato y staccato,
- una aplicación liberal de más de un tipo de portamento,
- la messa di voce como fuente principal de expresión (Domenico Corri la llamaba el "alma de la música" - The Singer's Preceptor, 1810, vol. 1, p. 14),
- la frecuente alteración del tempo mediante el rubato rítmico y la aceleración y ralentización del tiempo global,
- la introducción de una gran variedad de gracias y divisiones tanto en las arias como en los recitativos,
- la gestualidad como poderosa herramienta para potenciar el efecto de la entrega vocal y,
- el vibrato como recurso para realzar la expresión de ciertas palabras y para adornar las notas más largas.

El Harvard Dictionary of Music, de Willi Apel, dice que el bel canto denota "la técnica vocal italiana del siglo XVIII, con su énfasis en la belleza del sonido y la brillantez de la interpretación, más que en la expresión dramática o la emoción romántica". A pesar de las repetidas reacciones contra el bel canto (o sus abusos, como la exhibición por sí misma; Gluck, Wagner) y la frecuente exageración de su elemento virtuoso (coloratura), debe considerarse como una técnica altamente artística y la única adecuada para la ópera italiana y para Mozart. Su desarrollo temprano está estrechamente ligado al de la ópera seria italiana (A. Scarlatti, N. Porpora, J. A. Hasse, N. Jommelli, N. Piccinni).

### SigloXVIIIy principios delXIX
Dado que el estilo belcantista floreció en el siglo XVIII y principios del XIX, la música de Haendel y sus contemporáneos, así como la de Mozart y Rossini, se beneficia de la aplicación de los principios del bel canto. Las óperas recibieron el uso más dramático de las técnicas, pero el estilo belcantista se aplica igualmente al oratorio, aunque de forma algo menos extravagante. Las arias da capo que contenían estas obras suponían un reto para los cantantes, ya que la repetición de la sección inicial impedía el avance de la historia. Sin embargo, los cantantes debían mantener el dramatismo emocional, por lo que utilizaron los principios del bel canto para ayudarles a interpretar el material repetido con una nueva forma emocional. También incorporaban adornos de todo tipo (Domenico Corri decía que las arias da capo se habían inventado con ese fin [El preceptor del cantante, vol. 1, p. 3]), pero no todos los cantantes estaban preparados para ello, y algunos escritores, en particular el propio Domenico Corri, sugerían que cantar sin adornos era una práctica aceptable (véase El preceptor del cantante, vol. 1, p. 3). Los cantantes adornaban regularmente tanto las arias como los recitativos, pero lo hacían adaptando sus adornos a los sentimientos predominantes de la pieza.
Dos famosos maestros del siglo XVIII fueron Antonio Bernacchi (1685-1756) y Nicola Porpora (1686-1768), pero hubo muchos otros. Varios de estos maestros eran castrati. El cantante/autor John Potter declara en su libro Tenor: History of a Voice que:
Durante gran parte del siglo XVIII, los castrati definieron el arte del canto; fue la pérdida de sus irrecuperables habilidades lo que, con el tiempo, creó el mito del bel canto, una forma de cantar y de conceptualizar el canto totalmente diferente a todo lo que el mundo había escuchado antes o volvería a escuchar.

### Italia y Francia delsigloXIX
En otra aplicación, el término bel canto se asocia a veces a las óperas italianas escritas por Vincenzo Bellini (1801-1835) y Gaetano Donizetti (1797-1848). Estos compositores escribieron obras de bravura para la escena durante lo que los musicólogos llaman a veces la "era del bel canto". Pero el estilo de canto había empezado a cambiar alrededor de 1830, cuando Michael Balfe escribió sobre el nuevo método de enseñanza que se requería para la música de Bellini y Donizetti (A New Universal Method of Singing, 1857, p. iii), por lo que las óperas de Bellini y Donizetti fueron en realidad los vehículos de una nueva era de canto. El último papel de ópera importante para un castrato fue escrito en 1824 por Giacomo Meyerbeer (1791-1864).
La expresión "bel canto" no se utilizó comúnmente hasta la última parte del siglo XIX, cuando se contrapuso al desarrollo de un estilo más pesado y poderoso de canto con influencia de la palabra asociado a la ópera alemana y, sobre todo, a los revolucionarios dramas musicales de Richard Wagner. Wagner (1813-1883) criticó el modelo de canto italiano, alegando que sólo se preocupaba por "si ese sol o ese la salen redondos". Abogaba por una nueva escuela de canto germánica que atrajera "a los espiritualmente enérgicos y profundamente apasionados a la órbita de su inigualable Expression".

## Desarrollo
En el bel canto se buscaba la perfecta producción del legato a lo largo de todo el registro vocal, como también el desarrollo de elementos virtuosísticos como la coloratura, el trino, la brillantez de los agudos y sobreagudos y el manejo perfecto de la respiración.
El bel canto floreció y se desarrolló en Italia en la época del Barroco, pero su influencia en las otras escuelas y estilos fue notable sobre todo hacia finales del siglo XVIII en donde se pueden encontrar ejemplos en óperas francesas y en el estilo mozartiano de bel canto adaptado. En Italia, el estilo desembocó en una verdadera escuela que tuvo su era de oro con las composiciones de Rossini, Bellini, Donizetti y los primeros triunfos de Verdi en las primeras décadas del siglo XIX.

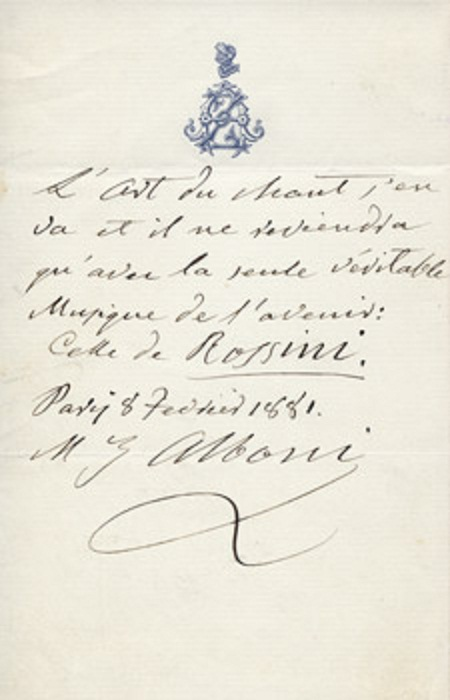
Nota escrita a mano por la célebre contralto Marietta Alboni sobre el declive del bel canto.
El texto francés dice:
"El arte del canto se va, y estará de regreso sólo con la única música verdadera del futuro: la música de Rossini."
París, 8 de febrero de 1881."

## Declive

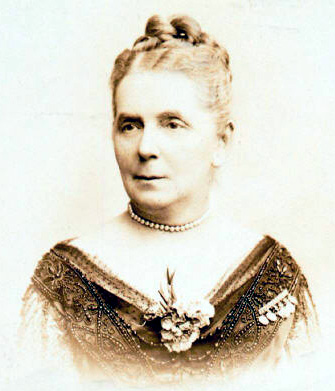
Matilde Marchesi, 1895

Con el tiempo, el estilo fue pasando de moda y los compositores comenzaron a privilegiar el uso de cantantes con un entrenamiento distinto. Verdi, en sus obras de madurez y Wagner privilegiaron a cantantes que supieran declamar más que cantar virtuosamente. Con la llegada de Puccini y la nueva oleada de compositores del verismo italiano como Mascagni, Leoncavallo, Giordano o Cilea, se privilegió un estilo vocal que se acercaba mucho más a la voz hablada, ya no se requería el uso de la coloratura, ni del trino ni alardes de control del fiato ni agudos o sobreagudos.
Si bien el estilo siguió siendo enseñado por algunos célebres maestros a lo largo del siglo XIX como Manuel Vicente García, Francesco Lamperti o Mathilde Marchesi, con el correr de los años se fueron perdiendo las bases del estilo hasta llegar al periodo de 1930-1950 en que casi se perdió tanto el estilo como la técnica.
Con el triunfo en el gusto del público de las óperas de Richard Wagner, Giuseppe Verdi, Richard Strauss y Giacomo Puccini los cantantes comenzaron a usar un estilo vocal que poco tenía que ver con el bel canto. Si bien se conservaban ciertos elementos fundamentales del canto como el manejo de la respiración y el legato, otros como el uso de la coloratura perdieron validez y se volvieron anacrónicos.
El repertorio belcantista pasó de moda y solo seguían en carteleras algunos títulos que prontamente se convirtieron en meras curiosidades que en manos de cantantes sin verdadero entrenamiento estilístico se ganaron la fama de ser óperas insulsas, inverosímiles y ridículas.

## Renacimiento del bel canto
Con la llegada de Maria Callas cambió la suerte del bel canto. Callas, con su talento vocal, educada por una virtuosa belcantista como fue su maestra Elvira de Hidalgo y su talento dramático eligió títulos que en la época casi no eran representados y le dio nuevos aires a heroínas que para muchos eran poco creíbles o ridículas.
Así títulos como Norma, Lucia di Lammermoor o La Sonnambula fueron redescubiertos en su verdadera magnitud y naturaleza vocal y estilística. Otros como Medea de Cherubini, Anna Bolena de Gaetano Donizetti, Il pirata de Bellini, Armida de Rossini o La Vestale de Spontini volvieron a los teatros después de décadas de ausencia no solamente como eventos musicológicos sino también como grandes éxitos de público.
La senda abierta por Maria Callas fue seguida en los años posteriores por otros cantantes como Joan Sutherland, Leyla Gencer, Beverly Sills, Teresa Berganza, Luigi Alva, Marilyn Horne, Alfredo Kraus, Luciano Pavarotti, Katia Ricciarelli o Montserrat Caballé educados en la tradición del bel canto y que comenzaron un verdadero renacimiento del estilo que se extiende hasta nuestros días.

### Compositores destacados
- Siglo XVI: Jacopo Peri, Giulio Caccini, Marco da Gagliano.
- Siglo XVII: Claudio Monteverdi, Francesco Cavalli, Antonio Cesti, Giovanni Legrenzi, Alessandro Stradella.
- Siglo XVIII: Tommaso Albinoni, Giovanni Battista Bononcini, Georg Friedrich Händel, Baldassare Galuppi, Domenico Cimarosa, Giovanni Paisiello, Niccolò Piccinni, Wolfgang Amadeus Mozart, Alessandro Scarlatti, Antonio Vivaldi.
- Siglo XIX: Giovanni Pacini, Saverio Mercadante, Gioachino Rossini, Vincenzo Bellini, Gaetano Donizetti.

### Cantantes destacados
- Evirati (castratos): Farinelli, Senesino, Giovanni Carestini, Gaetano Caffarelli, Gizziello, Gaetano Guadagni, Vito Giuseppe Millico, Gasparo Pacchiarotti, Gerolamo Crescentini.
- Siglo XVI: Maddalena Casulana, Giovanni Maria Nanino, Giovanni Gastoldi.
- Siglo XVII: Francesca Caccini, Barbara Strozzi, Margarita Salicola.
- Siglo XVIII: Faustina Bordoni, Francesca Cuzzoni, Margherita Durastanti, Anna Maria Strada, Vittoria Tesi, Caterina Cavalieri, Michael Kelly, Aloysia Weber, Anton Raaff, Nancy Storace, Luísa Todi, Brigida Banti.
- Siglo XIX: Isabella Colbran, Giuditta Pasta, María Malibrán, Giulia Grisi, Rosmunda Pisaroni, Marietta Alboni, Giovanni David, Manuel García, Andrea Nozzari, Adelaide Malanotte, Giovanni Battista Rubini, Luigi Lablache, Antonio Tamburini, Julián Gayarre, Mario de Candia, Pauline Viardot o Adelina Patti,Angelica Catalani
- Siglo XX: Luisa Tetrazzini, Amelita Galli-Curci, Lilli Lehmann, Rosa Ponselle, Giannina Arangi-Lombardi, Conchita Supervía, Gabriella Besanzoni, Maria Callas, Leyla Gencer, Joan Sutherland, Renata Tebaldi, Kathleen Battle, Teresa Berganza, Marilyn Horne, Beverly Sills, Kiri Te Kanawa, Enrico Caruso, José Carreras, Alfredo Kraus, Plácido Domingo, Montserrat Caballé, Luciano Pavarotti, Mirella Freni, Renata Scotto, Leo Nucci, Hermann Prey, Lucia Valentini Terrani, Katia Ricciarelli, Ruggero Raimondi, Samuel Ramey, Kathleen Battle, Mariella Devia, James Bowman, Paul Esswood, Edita Gruberová, Ewa Podles, Sylvia McNair, Anne Sofie von Otter, Luigi Alva, Francisco Araiza, Jessye Norman, Frederica von Stade, Elisabeth Schwarzkopf, Rockwell Blake, Chris Merritt, Bruce Ford, Gregory Kunde, Anna Moffo, Tarja Turunen, Dmitri Hvorostovsky.
- Siglo XXI: Cecilia Bartoli, Renée Fleming, Max Emanuel Cenčić, Franco Fagioli, Juan Diego Flórez, Joyce DiDonato, Javier Camarena, Diana Damrau, Natalie Dessay, Anna Netrebko, Vivica Genaux, Philippe Jaroussky, Sumi Jo, Bejun Mehta, Andreas Scholl, Bryn Terfel, Lisette Oropesa, Saioa Hernández, Nadine Sierra